# Antoni Zagórski
Antoni Zagórski – podpułkownik w powstaniu kościuszkowskim, major 3. Pułku Przedniej Straży Buławy Polnej Koronnej w 1790 roku, uczestnik wojny polsko-rosyjskiej 1792 roku.